# 1re brigade présidentielle d'affectation opérationnelle
Pour les articles homonymes, voir 1re brigade.
La 1re brigade présidentielle d'affectation opérationnelle, en ukrainien : 1-ша Президентська бригада оперативного призначення НГУ, est une brigade de la Garde nationale de l'Ukraine créée le 27 juillet 2014.

## Historique
Elle porte aussi le nom de brigade présidentielle ou brigade de l'hetman Petro Dorochenko et le numéro d'unité militaire 3027. Elle a été formée en 2014 pour le commandement nord dans le village de Novi Petrivtsi sur la base de l'unité spéciale "Bars". Elle a été pionnière pour sa refonte avec des matériels et méthodes aux normes OTAN.

## Invasion russe de l'Ukraine
L'unité est engagée lors de l'invasion de l'Ukraine par la Russie en 2022. Le 24 février 2022, la brigade est stationnée à la centrale hydroélectrique de Kiev, au nord de la ville. La 1ere brigade cible à l'aide de MANPADS les hélicoptères russes qui s'approchent le long du Dniepr jusqu'à l'aéroport de Hostomel, et parvient à en abattre un. Durant le mois de mars 2022, elle combat aux côtés de la 72e brigade mécanisée lors de la bataille de Mochtchoun. Entre mai et juillet 2022, elle défend successivement Severodonetsk et Lyssytchansk dans le Donbass. Entre novembre et décembre, la brigade participe à la bataille de Bakhmout.
En février 2023, dans le cadre de l'opération de recrutement offensive guard elle est renommée : Ouragan (Буревій), et change d'insigne. Elle est ensuite repérée près de Bilohorivka puis au nord-ouest de Kreminna.
Le 26 mars 2024 elle reçoit la décoration Pour le Courage et la Bravoure.

## Compostion

### Structure
- GQ de la brigade[2]
- 1er bataillon de gardes
- 2e bataillon d'affectation opérationnelle « Irbis »[7]
- 3e bataillon de gardes
- Bataillon Kulchitskyi
- Bataillon d'artillerie
- Bataillon de défense anti-aérien

### Équipements
Ses bataillons sont équipés de blindés de transport de troupes BTR-3E, BTR-80, de blindés légers SBA Novator, Kraz Spartan, Kozak 2, son bataillon antiaérien de d'artillerie tractée MT-12 Rapira.

## Insignes

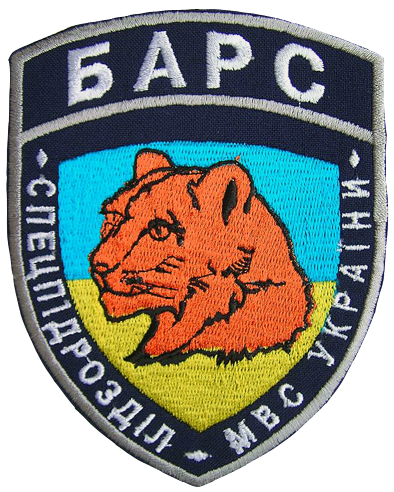
Insigne des BARS
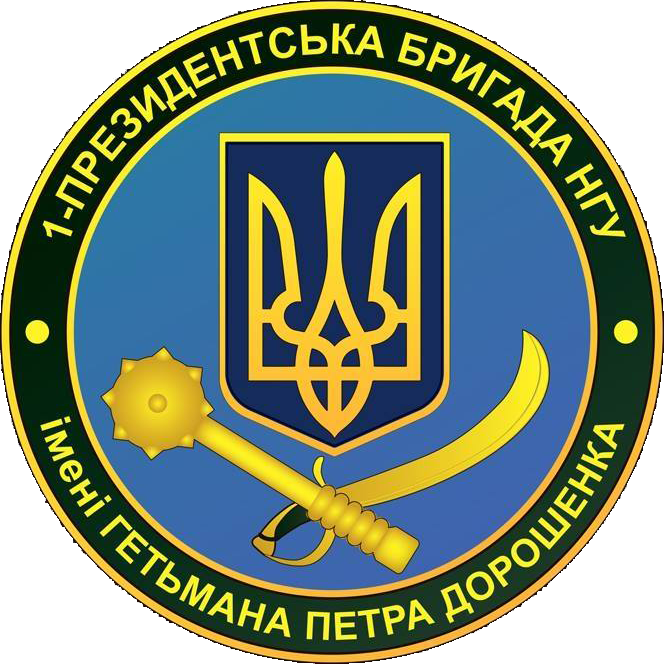
Insigne d'épaule en 2017
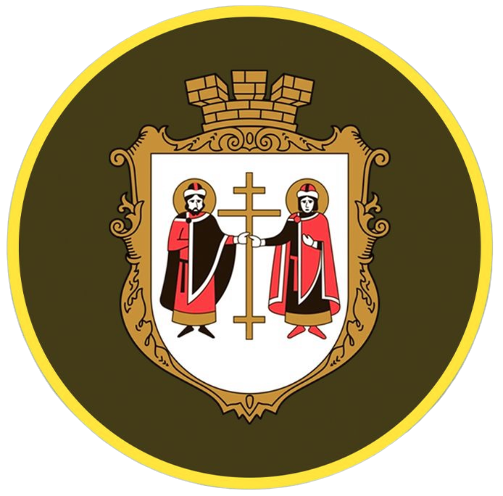
Insigne de la brigade jusqu'en janvier 2023
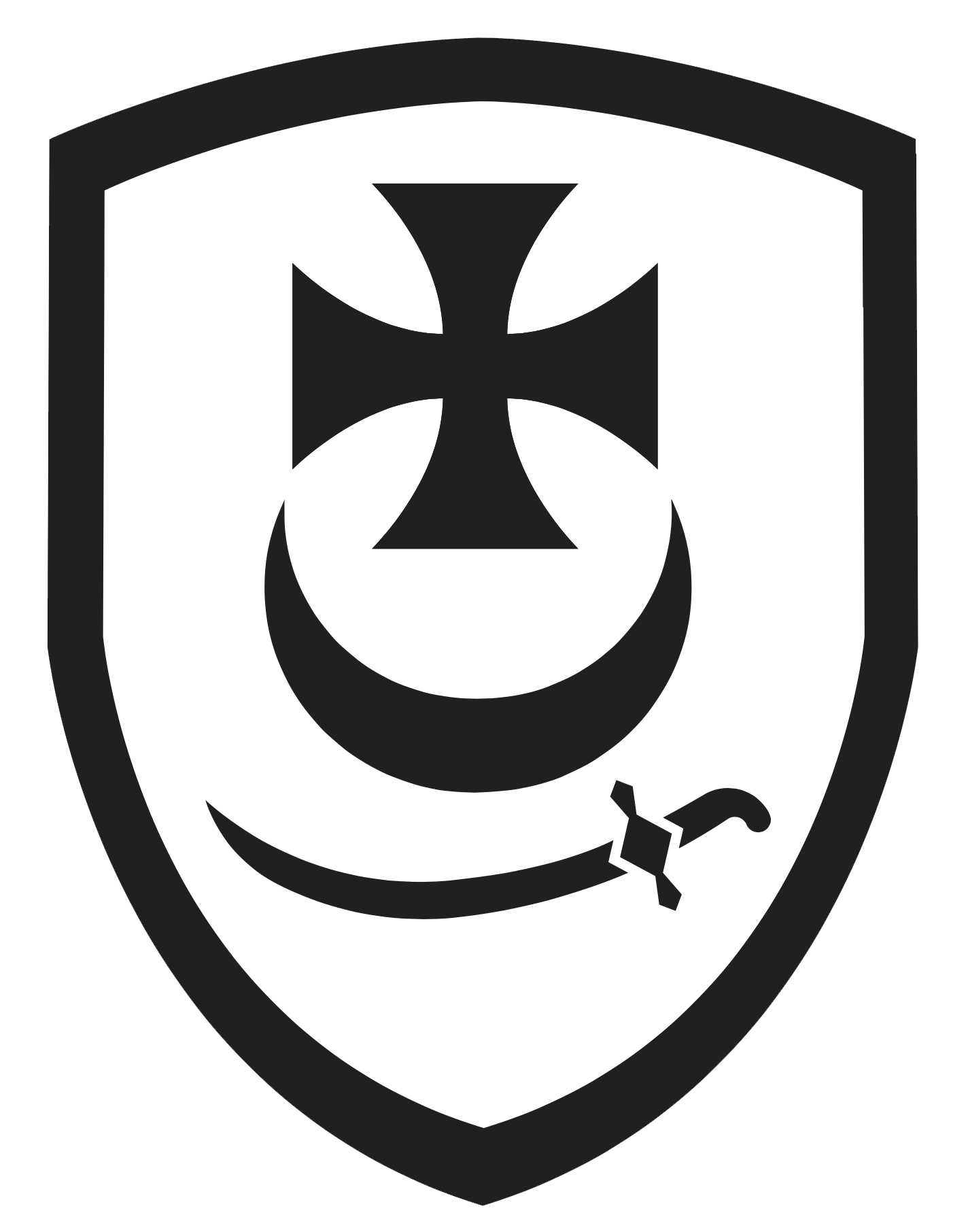
Insigne d'épaule en 2023

## Personnalité y ayant servi
- Oleksandr Pivnenko.